# Fenton Glacier
Fenton Glacier är en glaciär i Antarktis. Den ligger i Västantarktis. Argentina, Chile och Storbritannien gör anspråk på området. Fenton Glacier ligger 656 meter över havet.
Terrängen runt Fenton Glacier är huvudsakligen kuperad, men söderut är den bergig.  Trakten är obefolkad. Det finns inga samhällen i närheten.